# Oszloptiszafa

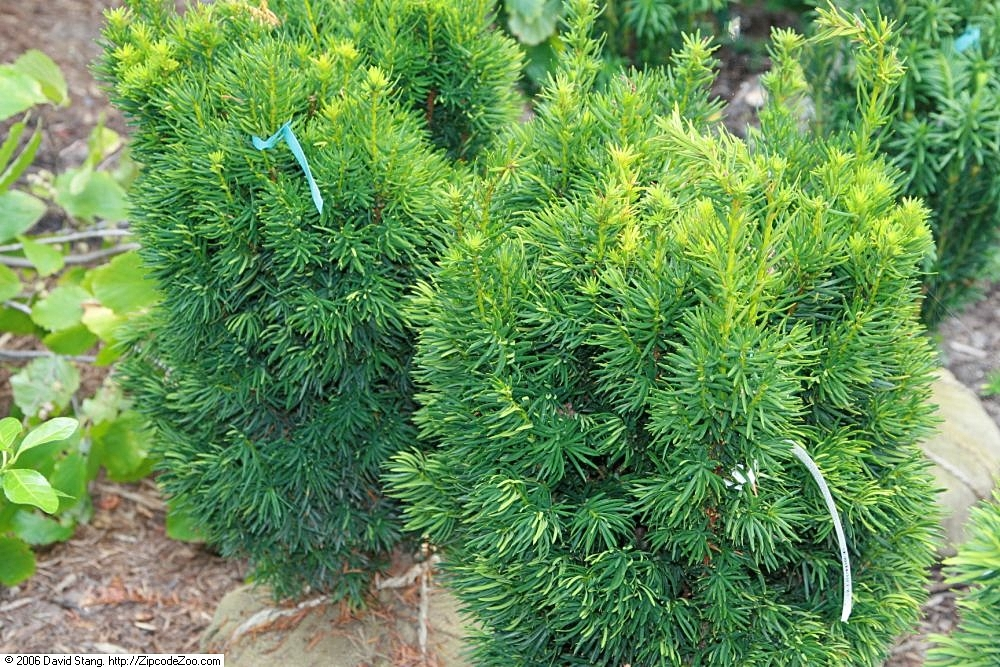
T. media 'Citation'

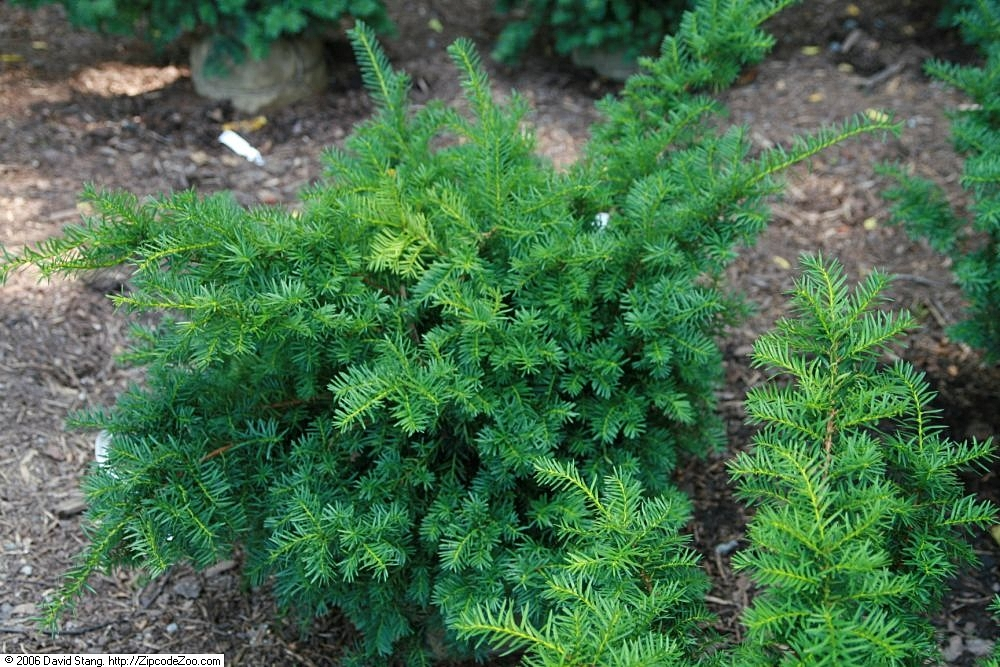
T. media 'Densiformis'

Az oszloptiszafa (Taxus x media) a tiszafafélék (Taxaceae) családjában a névadó tiszafa (Taxus) nemzetség egyik faja, a  közönséges tiszafa és a japán tiszafa hibridje.

## Származása, elterjedése
Észak-Amerikából származik. A magyar kertészetekben több változata kapható.

## Megjelenése, felépítése
1,8–3 m magasra és 0,9–1,8 m szélesre növő bokor.
Levelei sárgás- vagy fényes sötétzöldek.
Magköpenye (az arillusz) piros.

## Életmódja, termőhelye
Örökzöld. Teljesen fagytűrő. Napra, félárnyékba és árnyékba egyaránt ültethető. A nyírást jól tűri, ezért sövénynek is alkalmas. Célszerű kora tavasszal metszeni.
Igénytelen, de a vizet jól áteresztő talajt és a nyári öntözést meghálálja. A túl sok esőt rosszul tűri.

## Felhasználása
A 19/20. század fordulója óta ismert dísznövény. Számos kertészeti változata ismert; közülük legismertebb a gyakran oszlopos tiszafának nevezett T. media 'Hicksii'
- T. media ‘Brownii’: tömött, felfelé álló ágrendszerű fajta, 3-4 méteres magasságot ér el, tűlevelei kihajtáskor halványzöldek, később sötétzöldek.
- T. media ‘Densiformis’: fiatal korában gömbszerű, később elterülő. Törpe, legfeljebb 1–1,2 méter magasra nő. Tűlevelei élénkzöldek.
- T. media ‘Groenland’: kb. 2-3 méteres magasságot elérő, világoszöld tűlevelű oszlopos fajta.
- T. media ‘Hicksii’: oszlopos, kb. 5-8 méteresre növő fajta. Tűlevelei sötétzöldek. Nőivarú fajta, piros bogyói is díszítenek.
- T. media ‘Hillii’: oszlopos, kb. 3–5 méter magasra nő. Sűrűn álló tűlevelei sötétzöldek.
- T. media ‘Stricta Viridis’: kb. 4-6 méteres magasságra növő, tömött, karcsú oszlopos fajta. Nagy, húsos, vastagok, húsos tűlevelei sűrűn nőnek. Fiatalon sárgás-, később sötétzöldek.